# Leaena arenilega
Leaena arenilega är en ringmaskart som beskrevs av Ehlers 1913. Leaena arenilega ingår i släktet Leaena och familjen Terebellidae. Inga underarter finns listade i Catalogue of Life.